# Красна Річка (Ульотівський район)
Кра́сна Річка (рос. Красная Речка) — селище у складі Ульотівського району Забайкальського краю, Росія. Входить до складу Дров'янинського міського поселення.

## Населення
Населення — 136 осіб (2010; 196 у 2002).
Національний склад (станом на 2002 рік):
- росіяни — 96 %